# JFN衛星放送
株式会社ジェイエフエヌ衛星放送（ジェイエフエヌえいせいほうそう）は、かつて存在した日本の委託放送事業者。通称：JFN BS。株式会社ジャパンエフエムネットワーク（JFNC）の関連会社だった。

## 概要
2000年12月1日、BSデジタル放送の放送開始日に放送開始。論理チャンネル枠は「32x」。2005年11月30日に放送を終了した。
BS320 - 323chの全チャンネルとも放送時間は毎日10:00～22:00で音楽番組を編成していた。「委託放送事業者」の位置付けであるため、JFNCがJFN系列局向けに制作する番組は一切放送されなかった。

## 資本構成
2003年3月31日時点。出典：
- 資本金：1億円
- 株主：ジャパンエフエムネットワーク（100%）

## 放送していた番組

### BS320（320ch）
- ヒロ クメ サウンド・ギャラリー
- 彩霞彩雲
- Wind of Time
- 心象風景「四季」～照沼光治の世界～
- PASSERS－BY　静かな肖像
- ジャズギャラリー～津田耕･ジャズの世界～
- ニューヨーク経由～Yasuo　Sano
- C'S SHOW CASE 歌舞伎町ろまーぬ
- C'S SHOW CASE Collect Information of Comic C.I.C
- 週刊編集会議

### BS321（321ch）
- サウンド・ギャラリー321
- 心象風景「四季」～照沼光治の世界～
- サウンドマガジン カレッジモーション

### BS322（322ch）
- サウンド・ギャラリー322

### BS323（323ch）
- WAVE（波の音）

## その他制作番組
- 週刊編集会議（So-netTV）
- カルチャーぱぱらっち（So-netTV）